# Alphonse Massamba-Débat
Pour les articles homonymes, voir Massamba.
Alphonse Massamba-Débat (Masamba en kikongo) est un homme d'État congolais né en 1921 à Nkolo dans le district de Boko et mort le 25 mars 1977 à Brazzaville. Il est président de la république du Congo de 1963 à 1968.

## Biographie

### Origine, famille et formation
Alphonse Massamba-Débat naît à Nkolo en février 1921 dans une famille kongo.
Il fait ses études primaires à l'école régionale de Boko. Il reçoit ensuite une formation d'instituteur à l'école Édouard Renard de Brazzaville.
Il est marié à Marie Nsona avec laquelle il a plusieurs enfants. Marqué par son éducation protestante, il témoigne toute sa vie d'une grande austérité pour certains, d'une grande intégrité pour d'autres (et surtout pour ceux qui l'auront connu au plus près) ainsi que d'une dévotion confinant au mysticisme.

### Carrière enseignante
De 1945 à 1948, il exerce au Tchad. De retour au Congo, il est directeur d'école à Mossendjo de 1948 à 1953, puis à Mindouli de 1953 à 1956. À partir de 1957, il enseigne à l'école laïque de Bacongo à Brazzaville.

### Premières responsabilités politiques (1959-1963)
Massamba-Débat est membre du PPC de Jean Félix-Tchicaya avant d'adhérer en 1956 à l'Union démocratique de défense des intérêts africains (UDDIA), le parti nouvellement créé par l'abbé Fulbert Youlou.
En 1959, il est nommé directeur de cabinet au ministère de l'Éducation nationale.
Il est élu président de l'Assemblée nationale en 1959. Il occupera cette fonction jusqu'en 1961.
Il devient alors ministre du Plan et de l'Équipement. Ses mœurs austères et sa simplicité, sa rigueur et sa compétence le préservent du discrédit croissant qui frappe les membres du gouvernement de Fulbert Youlou, auxquels la population reproche leur faste et leur arrogance.
En mai 1963, Massamba-Débat quitte le gouvernement à la suite de divergences de plus en plus prononcées avec Fulbert Youlou.

### La présidence de la République (1963-1968)
Le 15 août 1963, les chefs militaires Mountsaka et Mouzabakani appellent Alphonse Massamba-Débat au pouvoir. Il devient chef du gouvernement provisoire et constitue un cabinet réduit constitué de techniciens (Antoine Maboungou-Mbiba, Germain Bicoumat, Bernard Galiba, Pascal Lissouba, Paul Kaya, Charles David Ganao, Édouard Ebouka-Babackas et Jules Kounkound).
Le 8 décembre 1963, la nouvelle constitution est adoptée par référendum. Elle institue un Conseil National de la Révolution (CNR), présidé par le président de la République. Elle prévoit, outre la fonction de président de la République, celle de Premier ministre, chef du gouvernement.

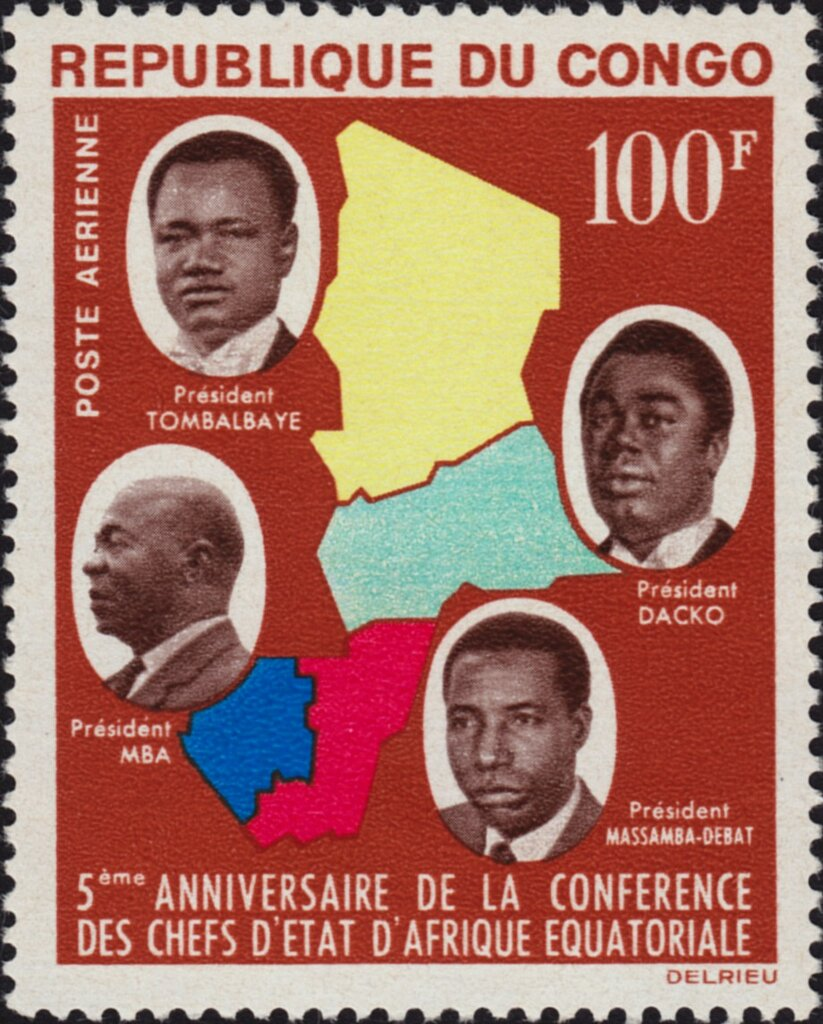
5e anniversaire de la conférence des chefs d'État d'Afrique équatoriale (timbre émis par la république du Congo en 1964).

Le 19 décembre, il est candidat unique à l'élection présidentielle. Il est élu à 100 % des suffrages exprimés.
Le 24 décembre 1963, il publie la liste des membres de son gouvernement, au sein duquel Pascal Lissouba devient Premier ministre.
En août 1964, le Mouvement national de la révolution (MNR) est créé et institué parti unique. Massamba-Débat en est le secrétaire général et Ambroise Noumazalaye le Premier secrétaire politique. Alice Badiangana est nommée au comité central du parti, seule femme parmi les dix membres.
L'idéologie du régime est de gauche et le Congo se rapproche des pays socialistes, notamment Cuba et la Chine, tout en s'éloignant des pays capitalistes. Che Guevara vient rencontrer Massamba-Débat en janvier 1965. Les relations diplomatiques sont rompues avec les États-Unis. Les rapports se tendent avec la république démocratique du Congo dont l'itinéraire politique est de plus en plus influencé par les velléités mobutistes. Qui plus est, en 1964, le gouvernement de Moïse Tshombe expulsa les ressortissants de la république du Congo vivant en république démocratique du Congo,. Massamba-Débat apporte par ailleurs son soutien au MPLA angolais et à l'UPC camerounaise.
Sur le plan intérieur, le régime de Massamba-Débat, aux prises avec les complots alimentés par une jeune garde politique congolaise avide de plus de pouvoir, se montre en contrepartie plus répressif et brutal, notamment par le biais de sa milice politique, la Défense civile et l'organisation de jeunesse du parti unique, la JMNR. Le point culminant de cette atmosphère de « terreur » est constitué par l'assassinat en février 1965, de trois personnalités dont les positions ne sont pas du goût du pouvoir : le président de la Cour suprême Joseph Pouabou, le procureur de la République Lazare Matsocota et le directeur de l'Agence congolaise d'information Anselme Massoueme auxquels on ne pourra attribuer la responsabilité à Massamba-Débat dont la mémoire réhabilitée en 1991 commencera à rétablir la vérité sur l'ensemble de son œuvre marquée autant par la rigueur, l'intégrité, que le pacifisme. Il s'agira néanmoins des premiers crimes politiques reconnus de l'histoire du Congo indépendant.

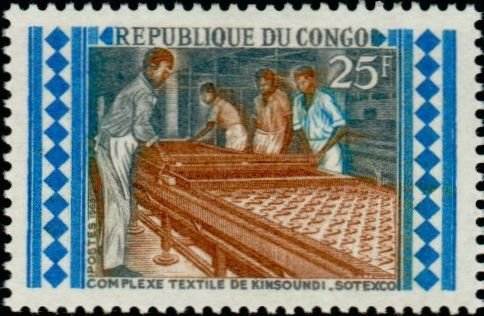
Complexe textile de Kinsoundi.

Sur le plan économique et social, Massamba-Débat mène une gestion saine et rigoureuse. Sous sa présidence le Congo connaît un début d'industrialisation et le niveau de vie des Congolais s'améliore.
Quelques grandes unités de productions à grande main d'œuvre sont construites : l'usine textile de Kinsoundi, les palmeraies d'Etoumbi, l'usine d'allumettes de Bétou, les chantiers de constructions navales de Yoro, etc. Des centres de santé sont créés (deux à Brazzaville et un à Pointe-Noire) ainsi que des groupes scolaires (collèges et écoles primaires). Le taux de scolarisation du pays devient le plus élevé d'Afrique noire.
L'assise populaire de Massamba-Débat est incertaine dès le départ, car une partie des ressortissants de la région du Pool, dont sont originaires les deux premiers présidents du Congo, lui reproche d'avoir remplacé Youlou à la tête du pays. La brutalité des milices rend le régime impopulaire. Massamba-Débat, devient de plus en plus isolé. Les contradictions idéologiques (socialisme bantou contre socialisme scientifique) et les luttes de factions, principalement entre les pro-lissouba et les pro-noumazalaye ; les tentatives de l'opposition de droite (Mouzabakani, Kolelas, Kinganga) et l'activisme des officiers progressistes, conduits par le capitaine Ngouabi, affaiblissent Massamba-Débat.
Le 26 avril 1966, il nomme un nouveau gouvernement. Ambroise Noumazalaye devient Premier ministre en remplacement de Lissouba. Une lutte sourde s'instaure entre le président et son Premier ministre sur les options idéologiques, la politique de nationalisation des entreprises et la diplomatie.
Le 12 janvier 1968, il démet Noumazalaye et décide d'assumer lui-même la fonction de Premier ministre.
En juillet 1968, devant la montée de la contestation, il fait arrêter le capitaine Ngouabi, dissout l'Assemblée nationale et le bureau politique du MNR et suspend la Constitution de 1963. Il en résulte un affrontement entre ses partisans au sein de la Défense civile et une partie de l'armée. Il est alors contraint d'amnistier tous les prisonniers politiques et composer avec ses opposants.
Une autre version de ces évènements consisterait en la simple reconnaissance d'un coup d'État qui conclura logiquement les manœuvres de ces grandes figures du Nord que sont Marien Ngouabi ou encore et déjà l'actuel président Denis Sassou-Nguesso ; car en tout état de cause, les problèmes internes du Congo sont depuis toujours liés à des conflits relativement ethniques dont ont su malignement profiter les intérêts français et occidentaux via la soif de pouvoir des jeunes pousses politiciennes d'alors que l'on retrouvait pour l'heure dans les camps sudistes aussi bien que nordistes. On pourra noter alors la volonté manifeste de Massamba-Débat d'éviter tout bain de sang et ainsi de se contraindre à démissionner.
Le 5 août 1968, il forme un nouveau gouvernement, et un nouveau Conseil national de la Révolution (CNR) de 40 membres et doté de pouvoirs étendus, est mis en place. Celui-ci est présidé par Ngouabi et Massamba-Débat y est un simple membre. Outre Ngouabi, plusieurs officiers en font partie : Norbert Ntsika, Alfred Raoul, Joseph Ngabala, Denis Sassou-Nguesso, Luc Kimbouala-Nkaya, etc., ainsi que le chef de la Défense civile, Ange Diawara.
Le 4 septembre 1968, Massamba-Débat, dont les prérogatives de président de la République ont été rognées par le CNR, se résout officiellement à démissionner. La fonction de président de la République est provisoirement suspendue. Le capitaine Raoul assume l'intérim du chef de l'État.

### Les dernières années (1968-1977)
Le 31 décembre 1968, la fonction de président de la République est rétablie. Marien Ngouabi est le nouveau président.
Le 16 octobre 1969, il est arrêté par le nouveau régime et accusé des assassinats de février 1965. La cour martiale chargée de le juger l'acquitte le mois suivant, le procès ayant démontré la seule implication de ses collaborateurs d'alors (Ambroise Noumazalaye, Lissouba, Ndalla, Hombessa, etc.) réunis au sein du groupe de M'Pila. La conférence nationale souveraine de 1991 qui revient sur cette période historique rétablit les faits et les responsabilités de chacun des acteurs. Le président Alphonse Massamba-Débat ne pouvait pas ignorer les soupçons et les preuves que ses services de sécurité avaient accumulés relatifs aux activités subversives de Matsocota et Pouabou. Libéré, il se retire dans son village natal.
Le Congo entre alors dans une phase de grande instabilité (installation du « socialisme scientifique », instauration de la république populaire du Congo en 1970, multiples tentatives de coup d'État) dont le point culminant sera l'assassinat de Ngouabi en mars 1977.
Massamba-Débat est arrêté à son domicile brazzavillois, le 18 mars 1977, probablement quelques heures après l'assassinat de Marien Ngouabi. L'un de ses enfants sera lui aussi emmené de force avec lui et ne reverra plus jamais son père, pas plus que ses autres frères et sœurs. Selon certains témoignages, l'ancien président est victime de graves sévices durant sa détention. La cour martiale instituée pour la circonstance par le Comité militaire du parti, nouveau détenteur du pouvoir, le condamne à mort. Il est présenté comme l'instigateur du complot ayant conduit à la mort du président Ngouabi. De prétendus aveux, lus à la radio, font penser à un montage de déclarations « qui ne peut convaincre aucun observateur de bonne foi et laisse une impression pénible », rapporte l’ambassadeur de France à Brazzaville. Il est exécuté durant la nuit du 25 mars 1977, dans des circonstances mystérieuses. Son corps n'a jamais été rendu à sa famille. Sa mémoire a été réhabilitée par la Conférence nationale souveraine de 1991, mais l'emplacement de sa sépulture n'a jamais été révélé.
L'ancien stade de la Révolution de Brazzaville, construit durant son mandat, porte aujourd'hui son nom.

## Œuvres
- Le meilleur héritage, Harmattan, 2003  (ISBN 2738425526).
- Pensées et actions politiques, tome 1 :  (ISBN 978-2-84220-033-6), tome 2 :  (ISBN 978-2-84220-034-3), Éditions Paari, avril 2009.

## Sources
- Encyclopédie Universalis, édition de 1977. Notices biographiques.
- Les voies du politique au Congo, Rémy Bazenguissa-Ganga. Karthala, 1997.